# Clathria lindgreni
Clathria lindgreni är en svampdjursart som beskrevs av Hooper 1996. Clathria lindgreni ingår i släktet Clathria och familjen Microcionidae. Inga underarter finns listade i Catalogue of Life.